# Arturo Sosa

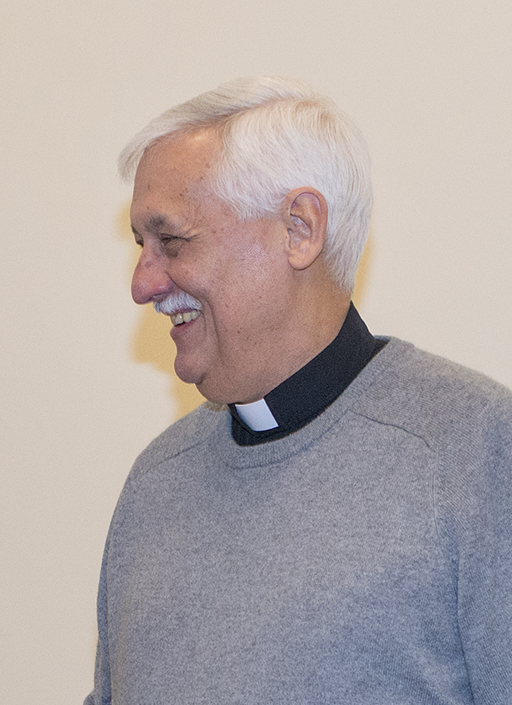
Arturo Sosa (2017)

Arturo Marcelino Sosa Abascal SJ (* 12. November 1948 in Caracas, Venezuela) ist ein venezolanischer Jesuit, römisch-katholischer Theologe und Politikwissenschaftler. Seit 2016 ist er der 31. Generalobere der Gesellschaft Jesu. Er steht als Leiter des Jesuitenordens damit in der Nachfolge des heiligen Ignatius von Loyola, des ersten Generaloberen der Jesuiten.

## Leben
Arturo Sosa trat 1966 der Ordensgemeinschaft der Jesuiten bei und studierte Katholische Theologie an der Päpstlichen Universität Gregoriana in Rom und machte 1972 einen Abschluss in Philosophie an der Universidad Católica Andrés Bello in Caracas. Am 30. Juli 1977 empfing er die Priesterweihe. 1990 schloss er ein Studium der Politikwissenschaften an der Universidad Central de Venezuela mit einem Doktorgrad ab. Er veröffentlichte mehrere Bücher über die venezolanische Geschichte und Politik und war von 1976 bis 1996 Chefredakteur der Zeitschrift Revista SIC für katholische Sozialethik und Politik.
Sosa war bis zu seiner Wahl in leitende Ordensämter hauptsächlich in Forschung und Lehre tätig und beschäftigte sich mit Fragen aus dem Spannungsfeld zwischen Politikwissenschaften, Katholischer Soziallehre und kirchlicher und sozialer Realität in Venezuela. Er arbeitete an der Fakultät für Politikwissenschaft der Universidad Central de Venezuela und der Universidad Católica Andrés Bello. 2004 übte er eine Gastprofessur am Center for Latin American Studies (CLAS) der Georgetown University in Washington, D.C. aus. Er war von 2004 bis 2014 Rektor der Jesuitenuniversität in Táchira, wo er an der Fakultät für Sozialwissenschaften die Lehrstühle für „Zeitgenössische politische Theorie“ und für „Sozialer Wandel in Venezuela“ innehatte.
Pater Arturo Sosa war bis 1996 Koordinator für das soziale Apostolat der Jesuiten in Venezuela und Direktor des Centro Gumilla, einer Institution für Forschung und soziales Engagement der Jesuiten in Caracas. Von 1996 bis 2004 war er Provinzial der Jesuiten in Venezuela. Auf der 35. Generalkongregation des Ordens 2008 wurde er vom Generaloberen Adolfo Nicolás zu einem seiner Berater ernannt. Von 2014 bis 2016 war er in der Kurie der Gesellschaft Jesu als Delegat für die Häuser und interprovinziellen Werke der Jesuiten in Rom zuständig. Dies sind die Institutionen, die direkt vom Generaloberen der Jesuiten abhängen. Dazu gehören neben verschiedenen Kollegien die Päpstliche Universität Gregoriana, das Päpstliche Bibelinstitut, das Päpstliche Istituto Orientale und die Vatikanische Sternwarte.
Die 36. Generalkongregation, die Versammlung der Delegierten des Jesuitenordens weltweit, wählte ihn am 14. Oktober 2016 zum Nachfolger von Pater General Adolfo Nicolás. Im November 2018 wurde er als Nachfolger von Mauro Jöhri für die Amtszeit von 2019 bis 2021 zum Präsidenten der Union der Generaloberen (USG) gewählt und im November 2021 für die Amtszeit von 2022 bis 2024 wiedergewählt.
Am 8. Juli 2019 ernannte ihn Papst Franziskus für fünf Jahre zum Mitglied der Kongregation für die Institute geweihten Lebens und für die Gesellschaften apostolischen Lebens.
Arturo Sosa spricht neben seiner Muttersprache Spanisch auch Italienisch und Englisch.

## Schriften
- La filosofía política del gomecismo: Estudio del pensamiento by Laureano Vallenilla Lanz, Barquisimeto, Centro Gumilla, 1974, ISBN 8439920830
- mit Eloi Lengrand, Del garibaldismo student to the izquierda criolla: Los orígenes marxistas del proyecto de AD (1928-1935), Caracas, Centauro, 1981
- Venezuela: analisis y proyecto, Centro Gumilla, 1982
- Ensayos sobre el pensamiento político positivista venezolano, Caracas, Centauro, 1985, ISBN 978-980-263-021-9
- Colonia y emancipación en Venezuela (1498-1830), Centro Gumilla, 1988
- Rómulo Betancourt y el Partido del Pueblo, 1937-1941, Caracas, Fundación Rómulo Betancourt, coll. "Vigente Tiempo" (No. 9) 1995, ISBN 9806191293
- El sujeto: reflexiones para una antropología ignaciana, Universidad Pontificia de Comillas, 2019, ISBN 978-848-468-777-1
- La pedagogía ignaciana: textos clásicos y contemporáneos sobre la educación de la Compañía de Jesús desde San Ignacio de Loyola hasta nuestros días, Ediciones Mensajero, 2019. ISBN 978-848-468-776-4